# Józef Bubella
Józef Bubella (ur. 19 marca 1882 w Rawie Ruskiej, zm. 10 grudnia 1964 w Sanoku) – polski prawnik, komornik sądowy, działacz społeczny, polityk, burmistrz i radny Sanoka.

## Życiorys

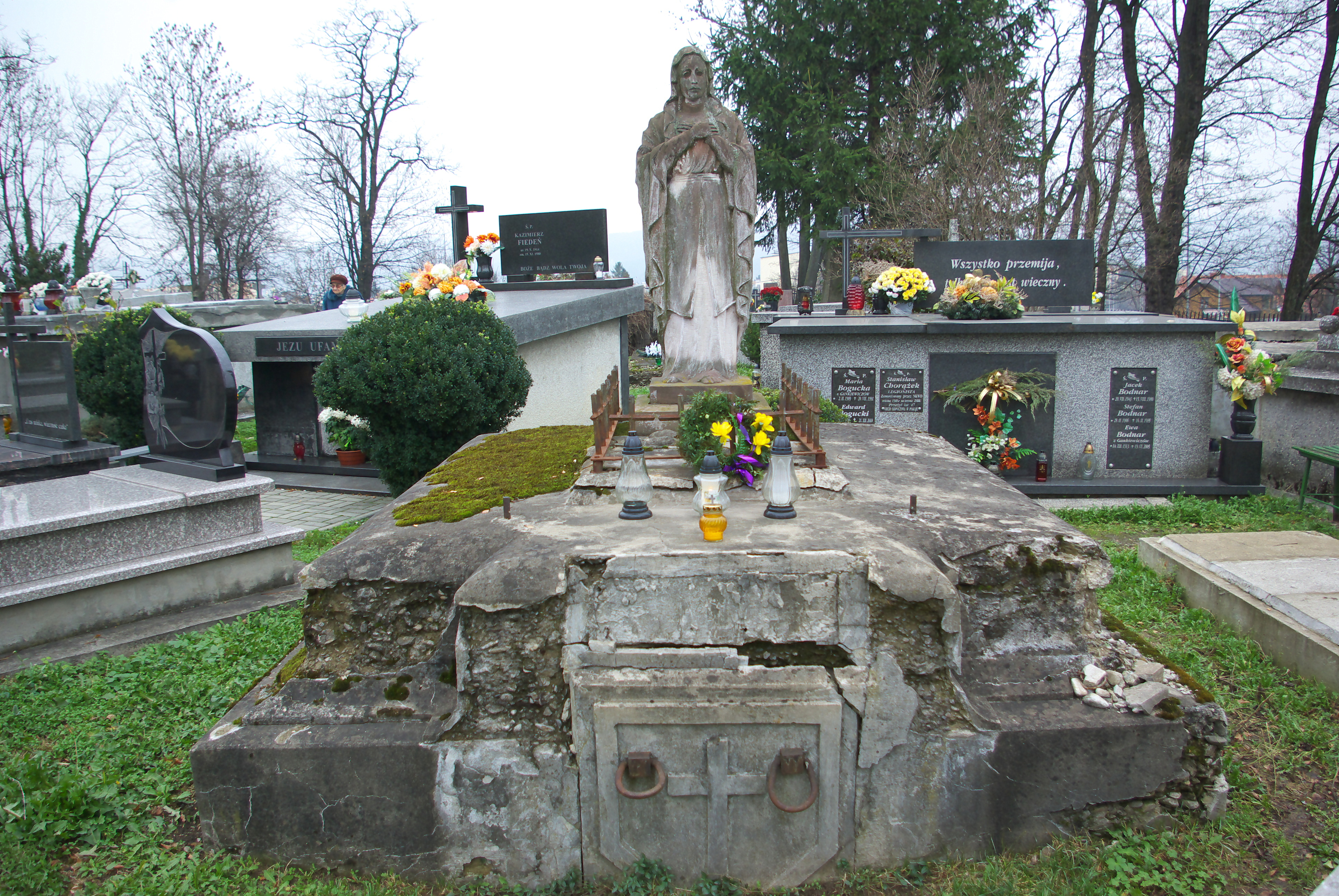
Grobowiec rodzin Bornstedt i Bubella w Sanoku

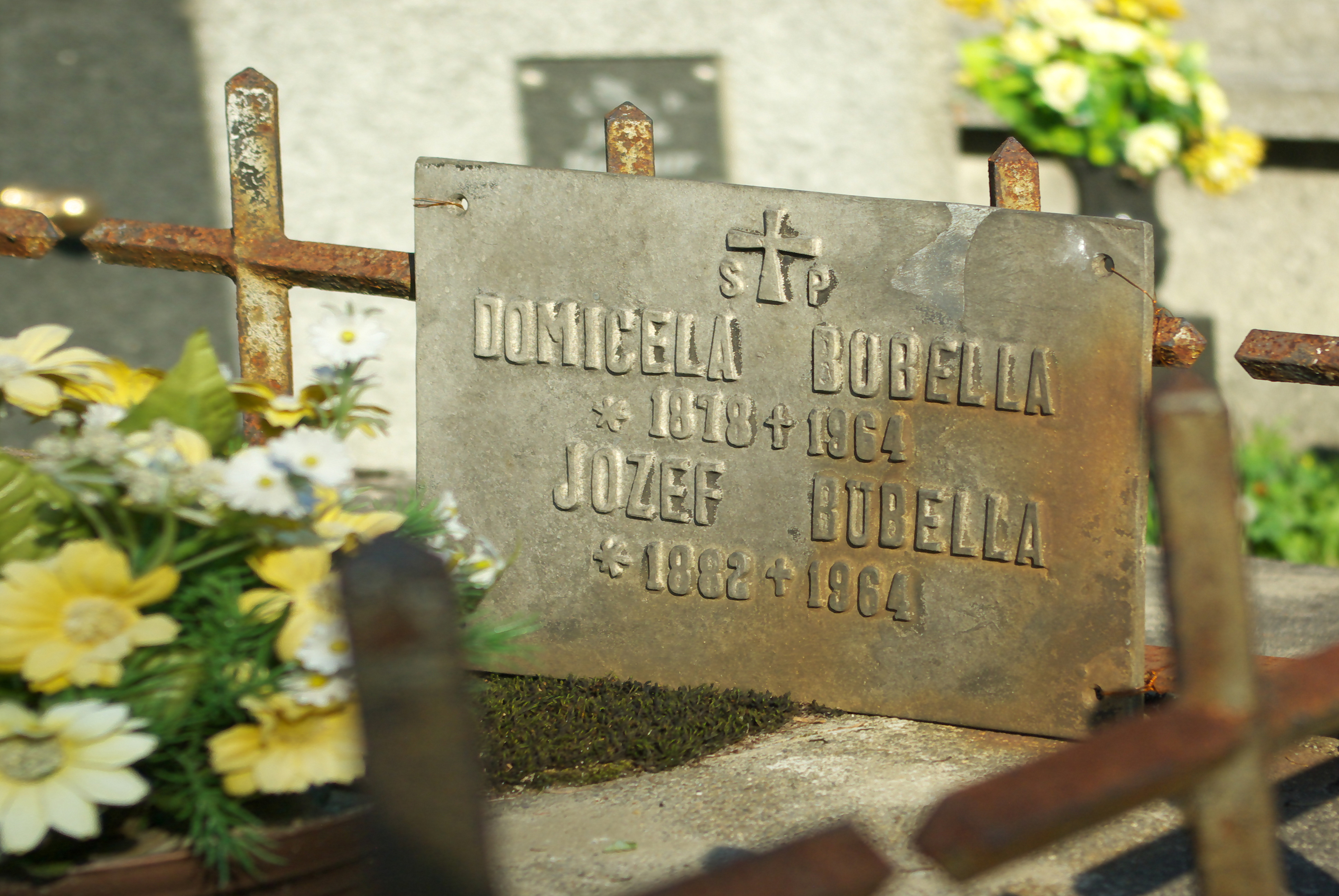
Tabliczka nagrobka Józefa i Domiceli Bubella

Józef Bubella urodził się 19 marca 1882 w Rawie Ruskiej jako syn Ludwika i Marii z domu Oleńczuk. Ukończył studia prawnicze uzyskując tytuł naukowy doktora; w 1909 był kandydatem adwokackim oraz działaczem partii chrześcijańsko-społecznej w Białej. Podczas I wojny światowej doznał złamania nogi. Za udział w tych działaniach wojennych otrzymał pamiątkową szablę.
W okresie II Rzeczypospolitej zamieszkiwał w Przemyślu i w Sanoku. W 1922 był dyrektorem Sklepu Robotniczego „Praca”. Działał w gnieździe Polskiego Towarzystwa Gimnastycznego „Sokół” w Przemyślu; w 1924 pełnił funkcję sekretarza wydziału, w styczniu 1926 wybrany kierownikiem sceny Zespołu Dramatycznego „Sokoła”, w 1928 został wybrany gospodarzem IV Okręgu, w 1930 wybrany członkiem zarządu. 27 marca 1927 został wybrany zastępcą członka zarządu Koła Towarzystwa Szkoły Ludowej im. Henryka Sienkiewicza w Przemyślu (prezesem został Jan Keller). Pełnił funkcję komornika Sądu Grodzkiego w Sanoku (urzędował przy ulicy Tadeusza Kościuszki 28). Przed 1939 był działaczem Związku Strzeleckiego i innych organizacji w Sanoku.
Podczas II wojny światowej w czasie okupacji niemieckiej jego mieszkanie 4 stycznia 1940 zostało poddane rewizji przez gestapo, a on sam następnie był przesłuchiwany i torturowany w siedzibie tej służby nieopodal swojego domu. 27 lutego 1940 został osadzony w pobliskim niemieckim więzieniu przy sądzie w Sanoku 18 marca 1940. Był podejrzewany o działalność w konspiracji oraz współdziałanie na rzecz przekraczających nielegalnie „zieloną” granicę. Podczas późniejszych przesłuchać nadał był brutalnie traktowany przez Niemców. 18 lub 24 marca 1940 został zwolniony z zastrzeżeniem obowiązku trzykrotnego meldowania się na gestapo każdego dnia, które trwały do 10 listopada 1940 (podczas kilkugodzinnych meldowań w pozycji stojącej zwrócony do ściany był zmuszony do wyczekiwania jednocześnie przysłuchując się prowadzonym obok znęcaniom się nad innymi aresztowanymi). Skutki działań gestapowców na swoim zdrowiu fizycznym i psychicznym odczuwał w kolejnych latach.
Po tym jak u schyłku wojny w wyniku przejścia frontu wschodniego został wyzwolony Sanok, Wojenna Komendantura Miasta Sanoka (według różnych źródeł rozkaz wydał radziecki oficer Armii Czerwonej ppłk Fiodor Jarygin – dowódca 258 pułku 140 Syberyjskiej Dywizji Piechoty, który stanął na czele Wojennej Komendantury Miasta lub płk Samojtow) mianowała Józefa Bubellę na stanowisko burmistrza miasta 10 sierpnia 1944. Był on w tym czasie przedstawicielem stworzonego pod koniec lipca 1944 Komitetu Obywatelskiego, który skupiał działaczy przedwojennego Klubu Demokratycznego i funkcjonował w okresie walk o wyzwolenie miasta w 1944 aż do czasu wkroczenia radzieckich decydentów. Desygnacja Bubelli na urząd burmistrza mogła wynikać prawdopodobnie z opóźnionego przybycia do Sanoka przedstawiciela PKWN, co miało nastąpić około dwa tygodnie po mianowaniu, 26 sierpnia 1944. Jednak po przejęciu władzy w mieście przez Powiatowy Komitet Polskiej Partii Robotniczej, został powołany Zarząd Miejski, Józef Bubella został usunięty z urzędu burmistrza, analogicznie stanowisko utracił następujący po nim Juliusz Bruna. Później stanowisko objął w listopadzie 1944 Stanisław Lisowski. W późniejszym czasie, w 1947 był wiceburmistrzem, a w styczniu 1949 był pełniącym obowiązki burmistrza (w tym czasie urząd ten formalnie sprawował Michał Hipner). 27 marca 1947 razem m.in. z burmistrzem Michałem Hipnerem, dyrektorem Muzeum Ziemi Sanockiej Stefanem Stefańskim, dyrektorem Sanockiej Fabryki Wagonów „Sanowag” Filipem Schneiderem, działaczem PPS Romanem Baczyńskim, przed kamienicą służącą za siedzibę 8 Drezdeńskiej Dywizji Piechoty witali przybyłego z Krosna generała Karola Świerczewskiego, który następnego dnia poniósł śmierć pod Jabłonkami.
Był współzałożycielem utworzonego w 1944 koła i został członkiem zarządu powołanego 19 lutego 1945 oddziału sanockiego Stronnictwa Demokratycznego, który stał się kontynuatorem Klubu Demokratycznego (wraz z nim także m.in. Stefan Stefański). Zasiadł we władzach powiatowych SD. Na II Okręgowym Zjeździe SD w Rzeszowie 18 listopada 1945 został wybrany członkiem sądu partyjnego przy Zarządzie Wojewódzkim SD. Z ramienia SD został zastępcą wojewódzkiego komisarza wyborczego, inż. Stanisława Pyjora, przed wyborami parlamentarnymi do Sejmu Ustawodawczego, przeprowadzonymi 19 stycznia 1947. Na początku lat 50. był radnym Miejskiej Rady Narodowej w Sanoku, w 1950 był przewodniczącym Komisji Lokalowej. W 1952 został wykluczony z rady miejskiej.
Po wojnie w 1946 zaangażował się w próbę reaktywacji sanockiego gniazda Polskiego Towarzystwa Gimnastycznego „Sokół”.
Jego żoną była Domicela (ur. 7 maja 1878 w Bełzie jako córka Edwarda Osadkowskiego i Michaliny z domu Oleńczuk). Zamieszkiwali w Sanoku przy ulicy Henryka Sienkiewicza, a do końca życia przy ulicy Adama Mickiewicza 9. Mieli dwóch synów i córkę, Marię Włodzimierę (ur. 1911, od 1934 żona komornika sądowego, Aleksandra Bornstedta). Domicela Bubella zmarła 23 listopada 1964 w Sanoku, a Józef Bubella zmarł wkrótce potem, 10 grudnia 1964 także w Sanoku. Oboje zostali pochowani we wspólnym grobowcu rodzin Bornstedt i Bubella na cmentarzu przy ul. Jana Matejki w Sanoku. Synem Józef Bubelli był Zdzisław Józef Bubella (1912-1985, w latach 30. strażnik graniczny).